# Adam Wawrosz
Adam Wawrosz (ur. 24 grudnia 1913 w Końskiej, zm. 18 grudnia 1971 w Trzyńcu) – polski poeta, pisarz oraz działacz narodowy mieszkający na Zaolziu.

## Życiorys
Urodził się we wsi Końska w rodzinie krawca jako najmłodsze z dziewięciorga dzieci. Ojciec zginął podczas I wojny światowej, a matce pozostało do wychowania siedmioro dzieci (dwoje z nich zmarło w bardzo młodym wieku). Małego Adama matka posłała do dziadków mieszkających w Tyrze. Dzięki nim chłopiec poznał ludową kulturę Beskidów. Początkowo uczęszczał do polskiej szkoły podstawowej, lecz pod naciskiem gajowego, który zatrudniał jego dziadka, chłopca oddano do szkoły czeskojęzycznej. Kiedy po jej ukończeniu wrócił do swojego rodzeństwa, bracia przypomnieli mu zmarłego ojca i włożyli do rąk polską książkę. Czytając ją zrozumiał, że został okłamany.
Po powrocie do domu wzorem ojca zrobił kurs krawiecki w miejscowości Sucha Górna, jednak krawcem nie został. Skończył kurs reżyserski oraz kurs lalkarstwa w Starych Trokach na Wileńszczyźnie i zajął się teatrem kukiełkowym oraz twórczością kabaretową.
Po wybuchu II wojny światowej Wawrosz zgłosił się na ochotnika do Wojska Polskiego i walczył w Samodzielnej Grupie Operacyjnej „Polesie” generała Kleeberga. Brał udział w bitwie pod Kockiem we wrześniu 1939. Po klęsce kampanii wrześniowej uwięziony przez Niemców i wywieziony do obozu koncentracyjnego. Przyczyną wysłania go tam stał się wiersz o Hitlerze napisany jeszcze przed wojną:

Mówią, że Hitler mo taki plany,

Że chciołby w Kóński być pochowany,

Chciołby przejyżdżać kole Haryndy,

Że droga na wschód najbliższo tędy,

Niech jyny zrobi krok w naszą wioskę,

Od nas usłyszy grunwaldzką piosnkę…

Był więźniem Gross-Born, Sachsenhausen oraz Dachau. Po zakończeniu wojny pracował w hucie w Trzyńcu. Był aktywnym członkiem Polskiego Związku Kulturalno-Oświatowego (PZKO) w Czechosłowacji. W latach 1958–1962 stał na czele dyrekcji artystycznej lalkowego teatru „Bajka” przy ZG PZKO, a następnie prowadził polską rubrykę „Hutnika Trzynieckiego”. Wawrosz publikował także w „Głosie Ludu”, „Zwrocie”, „Kalendarzu Śląskim” i innych pismach.
Wawrosz pisał w literackim języku polskim oraz w śląskiej gwarze cieszyńskiej. Teksty pisane w gwarze były podstawą jego twórczości – traktowały o codziennym życiu w regionie, o jego kulturze i tradycjach. Po polsku opisał swoje wspomnienia z obozu koncentracyjnego. Wawrosz pisał zarówno poezję, jak i prozę, a także dramaty dla amatorskiego teatru.

## Dzieła
- Niezapominajki (1954, 1968) – zbiór wierszy
- Na śćmiywku (1959) – proza
- Z naszej nolepy (1969) – proza
- Z Adamowej dzichty (1977) – pośmiertna kompilacja poetyckiego i prozatorskiego dorobku pisarza